# Isidoro de Kiev

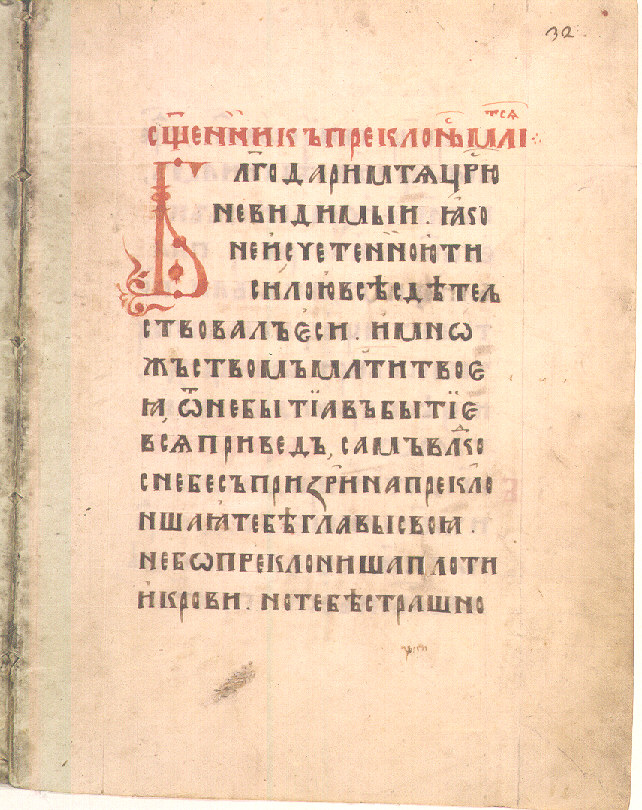
Sluzhébnik (libro litúrgico) de Isidoro.

Isidoro de Kiev (en griego: Ἰσίδωρος τοῦ Κιέβου, en ruso: Исидор Киевский), también conocido como Isidoro de Salónica (Salónica, Grecia, 1385-Roma, 27 de abril de 1463) fue un obispo metropolitano de Kiev y toda la Rus, patriarca latino de Constantinopla, cardenal de la Iglesia católica, humanista y teólogo. Fue uno de los principales defensores orientales de la reunión de la Iglesia católica y la ortodoxa en el Concilio de Florencia.

## Primeros años
Al llegar a Constantinopla se convirtió en monje, siendo nombrado hegúmeno del monasterio de San Demetrio. Tenía un buen nivel de latín y una considerable fama como teólogo, distinguiéndose por sus habilidades oratorias. Desde los primeros momentos de su carrera eclesiástica abogó por la reunión con la Iglesia de Occidente.
En ese tiempo, la corte de Constantinopla estaba considerando el pedir a los príncipes de Occidente que los rescataran tras reunirse con la Iglesia católica, ya que el Imperio otomano estaba ya muy cerca. En 1434, Isidoro fue enviado al Concilio de Basilea por Juan VIII Paleólogo (1425-1448) como parte de una embajada para abrir negociaciones. Aquí hizo un discurso sobre el esplendor del Imperio romano en Constantinopla. A su regreso continuó tomando parte por la reunión entre la gente de Constantinopla.

## Metropolitano de Kiev y toda Rus
En 1437, Isidoro fue nombrado metropolitano de Kiev y toda Rus por el patriarca José II, bajo los auspicios del emperador Juan VIII Paleólogo, para conciliar la Iglesia ortodoxa rusa con la Iglesia católica y asegurar la protección de Constantinopla contra los invasores del Imperio otomano. El gran príncipe Basilio II de Moscú recibió al nuevo metropolitano con hostilidad. Tan pronto como llegó empezó a formar una legación rusa para el concilio, que se había movido a Ferrara. De todos modos, Isidoro se las arregló para persuadir al gran príncipe para unirse al catolicismo con el propósito de salvar al Imperio bizantino y la Iglesia ortodoxa de Constantinopla. Basilio II le hizo prometer que volvería sin haber perjudicado "los derechos de la ley Divina y la constitución de la Santa Iglesia".

### Concilio de Ferrara
Después de que Isidoro recibiera financiación de Basilio II, se dirigió a Ferrara y más tarde a Florencia (residencia papal en ese entonces), a donde se movió el concilio para los seguidores de Eugenio IV, a causa de un brote de peste en la primera ciudad, en 1439, a la continuación del Concilio de Basilea. Saliendo de Moscú, entonces capital del Principado de Moscú, con la legación el 8 de septiembre de 1437, y pasando por Riga y Lübeck, llegó a Ferrara el 15 de agosto de 1438. Por el camino había molestado a sus acompañantes por el trato amistoso que daba a los eclesiásticos latinos. Tanto en Ferrara como en Florencia, Isidoro fue uno de los seis ponentes del lado bizantino. Juntamente con Basilio Besarión, trabajó categóricamente para la unión, sin cambiar jamás de opinión respecto a ello. Se le opuso el embajador ruso, Fomá (Tomás) de Tver. Finalmente, se firmó el acuerdo de unión entre las iglesias del Este y el Oeste e Isidoro retornó a Moscovia, por lo que Siropulo  y otros escritores griegos lo acusaron posteriormente de perjurio por la promesa que había hecho a Basilio II.
En esta época, tanto la corte imperial bizantina como el Patriarcado Ecuménico de Constantinopla tenían claro que el Imperio Bizantino estaba rodeado y arrinconado por los turcos otomanos, que controlaban tanto los Balcanes como Anatolia. Serbia y Bulgaria eran vasallos turcos y los otomanos habían conquistado Salónica, la ciudad natal de Isidoro. 
El Imperio en estas fechas se reducía a la ciudad de Constantinopla, algunas islas del Egeo, algo de territorio en el sur de Grecia y alguna ciudad costera más. Había clérigos ortodoxos fanáticos que preferían a los turcos antes que a Roma, pero el emperador, el Patriarca y muchos más, como Isidoro, querían lograr la reunificación de las Iglesias y forzar el envío de ayudas de Europa hacia Bizancio.
El 15 de agosto de 1438, llegó a Ferrara (Italia) procedente del Principado de Moscú. Isidoro, Metropolita de Kiev y toda Rus, fue enviado por el príncipe Basilio II de Moscú. Después de un viaje de 11 meses, pudo así participar en el concilio de Florencia-Ferrara, presidido por el Papa Eugenio IV y el Patriarca de Constantinopla. En este concilio estaban plenamente representadas las Iglesias ortodoxas y orientales, e incluso estaba presente en persona el emperador bizantino Juan VIII Paleólogo.
Isidoro no era ruso, sino griego, nacido en Salónica, y llevaba apenas un año en el cargo de Metropolita de Kiev y toda Rus. Era un humanista, intelectual y entusiasta de la misión de unir a las Iglesias de Oriente y Occidente, divididas desde el cisma del s.XI (que a Rusia llegó más tarde). El emperador bizantino Juan VIII había empleado ya antes a Isidoro como embajador en el Concilio de Basilea en 1434.
Tras el concilio (a él la noticia le llegó cuando se encontraba ya en Benevento), fue nombrado cardenal-presbítero con el título de los Santos Pedro y Marcelino (siendo uno de los pocos individuos que no fueran del rito latino en ese tiempo nombrado cardenal), y legado papal para las provincias de Lituania, Livonia, toda Rusia y Galitzia (Polonia).
El Concilio cumplía todas las condiciones de un Concilio ecuménico. El patriarca de Constantinopla estuvo en persona, y el de Antioquía, el de Alejandría y el de Jerusalén, bloqueados por los turcos, enviaron a sus representantes con poder de decisión. El Patriarca de Constantinopla cayó enfermo pero hizo leer un texto decretando el valor universal del Concilio e indicando que quien se negase a someterse a sus decisiones sería excomulgado.
Desde un punto de vista teológico quedó claro que las discrepancias entre latinos y ortodoxos eran absolutamente menores, básicamente de lenguaje y de detalles rituales. Todos los choques teológicos se resolvieron con buena voluntad por ambas partes.
Como explica “Historia de la Iglesia Católica en Rusia” (de Stanislav Kozlov-Strutinski y Pável Parféntiev, edición de 2014 en ruso, un libro de 730 páginas), debido a las circunstancias políticas y materiales (falta de medios para seguir residiendo, necesidad de regresar cuanto antes, para protegerse de los turcos) la discusión sobre la cuestión principal de la primacía del papa fue abreviada. Sin embargo, en esta cuestión también se llegó a un consenso: los griegos admitieron el derecho supremo del Papa al gobierno de toda la Iglesia, conservando los derechos tradicionales y privilegios de los patriarcas del oriente.

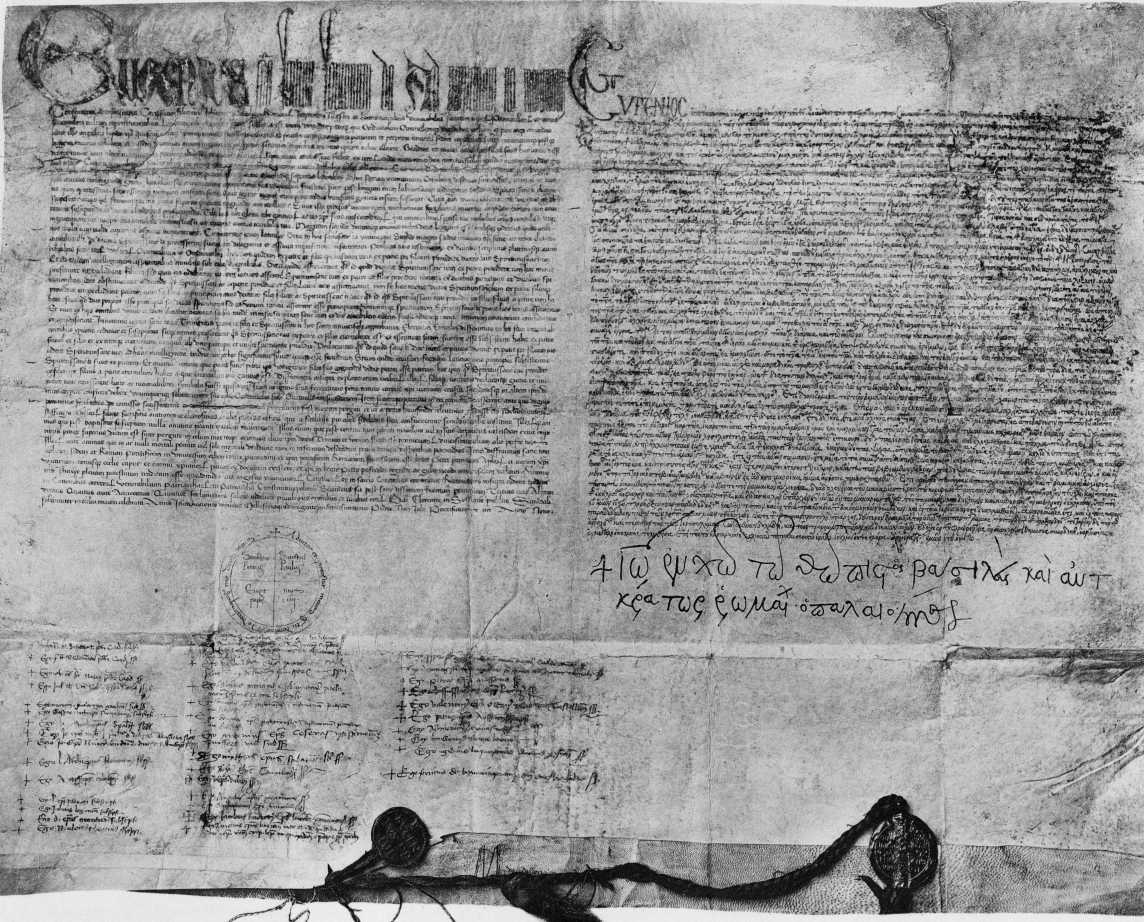
La bula Laetentur caeli, del 6 de julio de 1439, promulga la unión de las Iglesias griega y latina

Los griegos que firmaron el acta de la unión, no lo tomaban como una aceptación del “catolicismo” y abdicación de la “ortodoxia”: desde su punto de vista el acta constataba que la fe griega “de los Santos Padres” y la confesión latina eran la misma doctrina, aunque expresada en unos términos distintos.
El nuevo Patriarca de Constantinopla, Gregorio III Mamma, favorable a la unión, lo explicaba así en una carta al Príncipe de Kiev Aleksandr Vladímirovich (Олелько Володимирович): “A todos los que nosotros excomulgamos, ellos también los excomulgan, y a los que nosotros nos aferramos, ellos también se aferran”. (Popov A. Estudio histórico literario de los escritos rusos antiguos contra los latinos (ss. XI-XV), Moscú, 1875).
Así, los delegados latinos y los orientales aprobaron la bula Laetentur Caeli (Laetentur Caeli), del 6 de julio de 1439, promulgando la unión de las iglesias griega y latina. Isidoro, metropolita de Kiev y toda Rus, firmó entusiasta. Mientras los demás escribían simplemente palabra “firmo”, él escribió “firmo con amor y aprobación” (Kartashev A.V. Ensayos sobre la historia de la Iglesia Rusa, Tomo 1, Moscú, 1991).

### Regreso a Moscovia
Desde Budapest, en marzo de 1440, publicó una encíclica dirigida a los obispos rusos para que aceptaran la unión. Pero cuando llegó a Moscú, en la Pascua de 1441, y proclamó la unión de las dos iglesias en la Catedral de la Dormición del Kremlin de Moscú, vio que la mayoría de los obispos, Basilio II y el pueblo no la aceptaría. En su primera Divina Liturgia pontificia en la Catedral de la Dormición Isidoro llevaba un crucifijo de rito latino al frente de la procesión y nombró al papa Eugenio IV durante los rezos de la liturgia. También leyó en voz alta el decreto de unificación. Le entregó a Basilio II un mensaje del Vaticano, con una petición de asistencia al metropolitano en su tarea de extender la unión por el Principado de Moscú. Tres días después, seis obispos, bajo órdenes de Basilio, se reunieron en un sínodo y lo depusieron. Tras este hecho, fue encarcelado en el Monasterio Chúdov por negarse a renunciar la unión con la herética Roma.
En este viaje de vuelta Isidoro se enteró de que el Papa lo había nombrado cardenal (apenas hay casos en esa época de cardenales de rito no latino) y lo había designado como su legado para Lituania, Galitzia (en Polonia), Livonia (los países bálticos) y toda Rus. Era un territorio casi inabarcable.
Hoy, el nacionalismo ortodoxo ruso trata de desautorizar a Isidoro (que era su legítimo metropolita y acudió a Italia con beneplácito y gastos pagados del príncipe) y quitar valor al Concilio de Ferrara-Florencia (donde rusos, griegos y ortodoxos en general estaban legítimamente representados).
Isidoro, regresando a Moscovia después del Concilio, envió un mensaje a cada ciudad de su extensa zona metropolitana. No tocaba las cuestiones teológicas. Se autodenomina “Arzobispo de Kiev” (usando así una expresión latina) y proclama: “Alegraos ahora todos, ya que la Iglesia oriental y la iglesia occidental que estuvieron cierto tiempo divididas y contrarias una a otra, ahora se han unido con una unión verdadera en su unidad original y en paz, en una unidad antigua sin ninguna fisura. Aceptad esa santa y muy santa unidad y unión con gran alegría y honor espiritual. Ruego a todos vosotros en Nombre de Nuestro Señor Jesucristo que nos dio su bondad que no tengamos ninguna división con los latinos; ya que somos todos siervos del Señor Dios y Salvador nuestro Jesucristo y en nombre de Su bautismo”.
Luego ruega a sus fieles no tener divisiones con los latinos, aceptar mutuamente el sacramento del bautizo, y el poder recibir los sacramentos y celebrar en los templos de cada confesión, así como considerar igual de real y santa la Eucaristía, sea con el pan con levadura o sin él “porque así decidió en su solemne reunión el concilio Universal en la ciudad de Florencia”.
Un argumento de los ortodoxos rusos más anticatólicos (hoy y en el siglo XVI) es que el pueblo de Rus (los señoríos eslavos orientales que luego serían Rusia, Bielorrusia y Ucrania) no querían esa unión. Pero eso es confundir la Rus con Moscú y sus alrededores.
Las fuentes históricas, especialmente las más tempranas, no tocadas por la influencia moscovita, muestran que la unión fue recibida con alegría al menos en el gran Principado de Tver (vecino y rival del Principado de Moscú, y por ello siempre con un brazo tendido hacia Polonia). También fue bien recibida, con alegría, en la Rus de Lituania. 
Sabemos además que atravesando Hungría, Polonia y Lituania, Isidoro recorrió distintas diócesis de su enorme territorio metropolitano. De ciudad en ciudad iba celebrando la Eucaristía mencionando en ella al Papa Eugenio IV y ningún prelado de rito oriental ni ningún príncipe local se indignó por eso ni le negó autoridad metropolitana a Isidoro.
Cuando llega en 1441 a Kiev, el príncipe Aleksandr Vladímirovich –registran las crónicas- entregó a “su Padre Isidoro, Metropolita de Kiev y toda Rus” un escrito especial confirmando sus derechos fiscales y jurídicos como metropolita.
Así, en Polonia, en Lituania, en Kiev, en Tver… por doquier las comunidades ortodoxas aceptaban a su metropolita y la unión con los cristianos latinos… hasta que Isidoro llegó a Moscú. 
Llegó en la Pascua de 1441 y proclamó la unión de las dos iglesias en la Catedral de la Dormición del Kremlin de Moscú (la misma que pueden visitar hoy los turistas). En su primera Divina Liturgia allí llevaba un crucifijo de rito latino al frente de la procesión y nombró al papa Eugenio IV durante los rezos de la liturgia. También leyó en voz alta el decreto de unificación. Era lo mismo que había hecho en muchas otras ciudades, pero en la solemnidad de Pascua. Le entregó al prínicpe moscovita, Basilio II, un mensaje del Papa, pidiendo que ayudase al metropolita a trabajar por la unión de los cristianos en Rusia. 
Tres días después, el Príncipe de Moscovia Basilio II de Moscú se aseguró de que 6 obispos se reunieran en un apresurado sínodo local y depusieran a Isidoro, el metropolita oficial, designado con apoyo de Constantinopla para toda la Rus. Fue un caso directo de injerencia del poder político en la organización eclesial. Se puede decir también que el príncipe moscovita imponía así su voluntad contraria a la unión sobre muchos otros pueblos de la Rus que no la combatían.
Encarcelaron a Isidoro en el Monasterio Chúdov, exigiéndole que renunciase a la unión con Roma, cosa que se negó a hacer. Estuvo preso hasta septiembre de 1443, dos años, cuando pudo escapar al vecino Principado de Tver, y más tarde a Lituania y Roma. Alguien debió favorecer su huida porque se llevó su extensa biblioteca de humanista erudito, que cruzó Europa y se guarda hoy en la Ciudad del Vaticano.
Si revisamos textos rusos ortodoxos de 20 o 30 años posteriores a estos hechos, vemos que acusan a Isidoro de graves errores doctrinales y teológicos y heterodoxia. 
Pero cuando repasamos fuentes más cercanas en el tiempo a los hechos (por ejemplo, la llamada Primera Crónica de Nóvgorod), vemos que a Isidoro se lo acusó en un primer momento de cosas absolutamente menores: orar por el Papa, usar una cruz latina… no se lo acusa de violar los cánones ortodoxos universales, en Grecia o en Tierra Santa, sino “los usos de la tierra rusa”. Esas fueron las excusas minúsculas con las que el príncipe Basilio II y sus obispos dóciles encarcelaron a su metropolita, obviamente por razones políticas, y no por diferencias doctrinales serias. 
Hay una corriente de fondo que destacan Kozlov-Strutinski y Parféntiev en su libro: en Moscovia se daba una importancia desorbitada a temas rituales absolutamente menores que para los ortodoxos cultos en Grecia o en otros países no eran problemáticos. Incluso en el siglo XVII, la ruptura entre ortodoxos y viejos creyentes (o veterortodoxos) se basó en temas rituales menores. 
Estos dos historiadores recuerdan que, poco después de romper con Isidoro, “los ortodoxos rusos se volverán con reproches contra los griegos y contra todos los cristiano no moscovitas en general, acusándolos de que su fe está estropeada por tales o cuales diferencias rituales y culpándolos de persignarse con los dedos equivocados y de cantar aleluya las veces incorrectas”.
La versión anticatólica de la historia
A partir de 1458 (diecisiete años después de encarcelar a Isidoro), los textos ortodoxos empiezan a recoger otra versión de la historia. El Metropolita de Kiev y toda Rus Jonás de Moscú (dócil al príncipe Basilio II, contrario a la unidad) se enfrentaba al discípulo de Isidoro, el metropolita Gregorio II (Gregory the Bulgarian) quien ostentaba el título de Metropolita de Kiev, Hálych y toda Rus (Митрополит Киевский, Галицкий и всея Руси). Jonás se encargó de que los textos empezaran a acusar a Isidoro de errores teológicos. Pero en el Principado de Tver, según los documentos, se mantuvieron “florentinos” (favorables a la unidad) básicamente hasta esa fecha de 1458. 
Otro de los autores de textos contra Isidoro fue el hieromonje Simeón de Súzdal, que de hecho era enemigo personal suyo. Este autor quiere absolver a los príncipes políticos de la acusación de injerencia en asuntos eclesiásticos y justificar que la metrópolis de Moscú vaya por libre (ignorando a Constantinopla), cargando las tintas contra quien debía ser su legítimo pastor, Isidoro. Y cosas que Simeón no dice, le son atribuidas o “ampliadas” por quienes lo citan en años posteriores.

## Exilio
En septiembre de 1443, después de dos años de prisión, Isidoro escapa a Tver y más tarde hacia Lituania y Roma. Fue gratamente recibido por el Papa en 1443. Nicolás V (1447-1455) lo envió como legado a Constantinopla para preparar la reunión de las iglesias allí en 1452, dándole doscientos soldados para la defensa de la ciudad. El doce de diciembre de ese año fue capaz de reunir a trescientos miembros de la iglesia bizantina para una celebración de la reunión.
Vivió la toma de la ciudad por los turcos el 29 de mayo de 1453, escapando a la masacre vistiendo a un cuerpo muerto sus ropas de cardenal. Mientras los turcos le cortaban la cabeza al cadáver y la paseaban por las calles, el auténtico cardenal fue embarcado hacia Asia Menor con muchos otros prisioneros, como esclavo. Escribiría una descripción de los horrores del asedio en una carta a Nicolás V.
Escapó del cautiverio, o compró su libertad, y volvió a Roma, donde sería nombrado Obispo de Sabina, presumiblemente adoptando el rito latino. El papa Pío II (1458-64) le otorgaría dos títulos más: Patriarca Latino de Constantinopla y Arzobispo de Chipre, que no pudo ejercer en una jurisdicción real. Fue Decano del colegio cardenalicio desde 8 de octubre de 1461.
Murió en Roma el 27 de abril de 1463. Sus restos mortales descansan en la Basílica de San Pedro en el Vaticano.